# Хоббит (компьютер)
«Хо́ббит» (Hobbit) — 8-разрядный домашний компьютер. Разработка основана на архитектуре ZX Spectrum, сохранена полная программная совместимость с оригиналом.
Разработан в СССР в конце 1980-х. Автор — Дмитрий Михайлов, г. Ленинград. Выпускался серийно советско-швейцарским СП «InterCompex». Изготовитель — ленинградский завод «Северный Пресс». 
Существовало четыре модели «Хоббит»: 
1. «Хоббит БК-0-31» - выпускался в корпусе от компьютера БК 0010, использовал блок клавиатуры МС7008. Пробная модель. Выпускался до 1990 года.
2. «Хоббит ПИА» - «ПИА» расшифровывается как «программируемый игровой аппарат». Упрощенная версия компьютера. Имел встроенный блок питания, использовал блок клавиатуры МС7007 завода "Копир", ПЗУ - 16кб. Выпускался до 1993 года.
3. «Хоббит ИА» - «ИА» расшифровывается как игровой автомат. Удешевленный вариант "ПИА". Убран блок клавиатуры, ПЗУ - 16кб, прошивка изменена для автозапуска игр. Выпускался с 1990 года.
4. «Хоббит 80ХХ» - основная модель компьютера; предназначалась для использования в учебных заведениях в составе компьютерного класса. Предполагалась как недорогая альтернатива компьютерам IBM PC. Имела встроенный блок питания, 64кб ОЗУ и 64кб ПЗУ, контроллер дисковода. ПЗУ как правило содержало прошивки: Sinclair BASIC, LOGO (либо FORTH), драйвер локальной сети, упрощенная версия TR-DOS, CP/M, монитор отладчик. Могла комплектоваться блоком дисководов содержащем 1 или 2 дисковода. Блок дисководов имел собственный встроенный блок питания. Компьютер имеет множество уникальных аппаратно-программных решений: 
  1. Статическое ОЗУ на двух микросхемах HY62256A
  2. Полная совместимость с ПЗУ оригинального Sinclair ZX Spectrum (при этом исправлены ошибки калькулятора)
  3. Поддержка русского языка, без потери совметимости
  4. Полноценная поддержка локальной сети (возможность передавать на другой компьютер участков памяти, нажатий кнопок
  5. Встроенный монитор отладчик, позволяющий отлаживать программы, сохранять экран в теневом участке памяти, выводить его на печать
  6. ПЗУ 64кб с множеством ПО.

Выпущено более 4000 шт. «Хоббит ПИА» / «Хоббит ИА» и более 5000 шт. «Хоббит 80ХХ». Тираж «Хоббит БК-0-31» не известен, поскольку не имеет шильдика с сейрным номером.

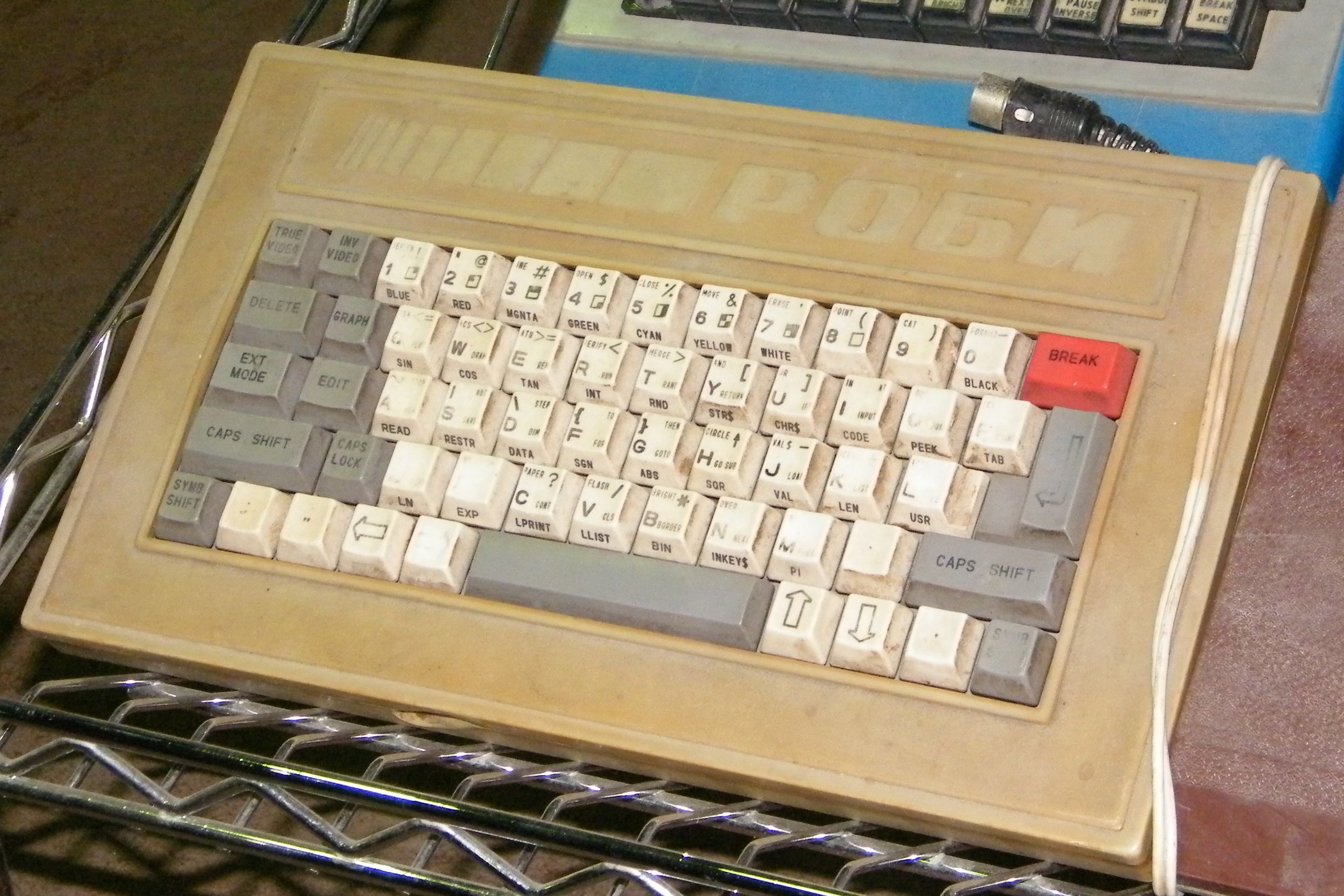
Компьютер «Роби», аналог компьютера «Хоббит»

## Публикации
«Хоббит» получил известность на западе благодаря нескольким статьям в журналах Your Sinclair и Sinclair User:
- Pomfret, Keith. Rage Hard! (англ.) // Your Sinclair. — 1990. — September (no. 57). Архивировано 19 августа 2004 года. — описывается первая версия «Хоббит», привезённая в Лондон Д. Михайловым и М. Осетинским
- Rage Hard! // Your Sinclair. — Вып. Jan/1991. Архивировано 19 августа 2004 года. — визит корреспондента в Ленинград, где он видит второй вариант «Хоббита» и встречается с Николаем Родионовым
- The Hobbit // Sinclair User. — Вып. Aug/1992. Архивировано 20 августа 2004 года.
- The Hobbit-tested // Sinclair User. — Вып. Sep/1992. Архивировано 20 августа 2004 года.